# Blain (Loire-Atlantique)
Blain is een gemeente in Frankrijk in het departement Loire-Atlantique in de regio Pays de la Loire. Blain telde op 1 januari 2022 10.352 inwoners, die Blinois(es) worden genoemd.
Bezienswaardig is het Château de Blain of Château de la Groulaie. De gemeente telt ook twee musea:
- Musée de l'imprimerie ancienne (in het kasteel)
- Musée de la fève, des crèches et des traditions populaires de Blain

## Geschiedenis
De plaats was al bewoond in de Gallo-Romeinse periode. De Romeinen bouwden hier een legerkamp en er was een nederzetting van de Namnetes bij een natuurlijke oversteekplaats over de Isac, waar de Romeinse weg tussen Nantes en Rennes de weg tussen Angers en Vannes kruiste.
Op 24 mei 843 vond hier de Slag bij Blain plaats. Het leger van de hertog van Bretagne versloeg hier de graaf van Nantes. Dit leidde tot het Verdrag van Angers waardoor Nantes en Rennes (en ook Blain) bij Bretagne kwamen. In 1104 liet hertog Alan IV van Bretagne in Blain het kasteel van La Groulaie bouwen voor de heren van Blain. Dit kasteel werd in de loop van de 13e en 14e eeuw uitgebouwd tot een van de sterkste burchten van Bretagne. Van 1409 tot aan de Franse Revolutie was het kasteel in handen van de familie de Rohan. Halfweg de 16e eeuw gingen zij over tot het calvinisme en de calvinisten die verjaagd waren uit Nantes vonden onderdak in Blain.
Na de Franse Revolutie werd het kasteel onteigend en verkocht. Het diende als gevangenis en opslagplaats en raakte in verval. Tussen 1812 en 1842 werd het kanaal tussen Nantes en Brest gegraven dat ook door Blain loopt. In 1885 werd het station van Blain geopend op de spoorlijn Saint-Nazaire - Châteaubriant. Door het kanaal en de spoorweg werd de gemeente beter ontsloten. In de loop van de 20e eeuw kwam er industrie op kleine schaal in de gemeente.

## Geografie
De oppervlakte van Blain bedroeg op 1 januari 2022 101,72 vierkante kilometer; de bevolkingsdichtheid was toen 101,8 inwoners per km². De gemeente ligt ten zuiden van het bos van Le Gâvre. De Isac en het Kanaal Nantes-Brest lopen door de gemeente. Buiten de plaats Blain telt de gemeente nog woonkernen zoals Saint-Emilien-de-Blain en Saint-Omer-de-Blain.

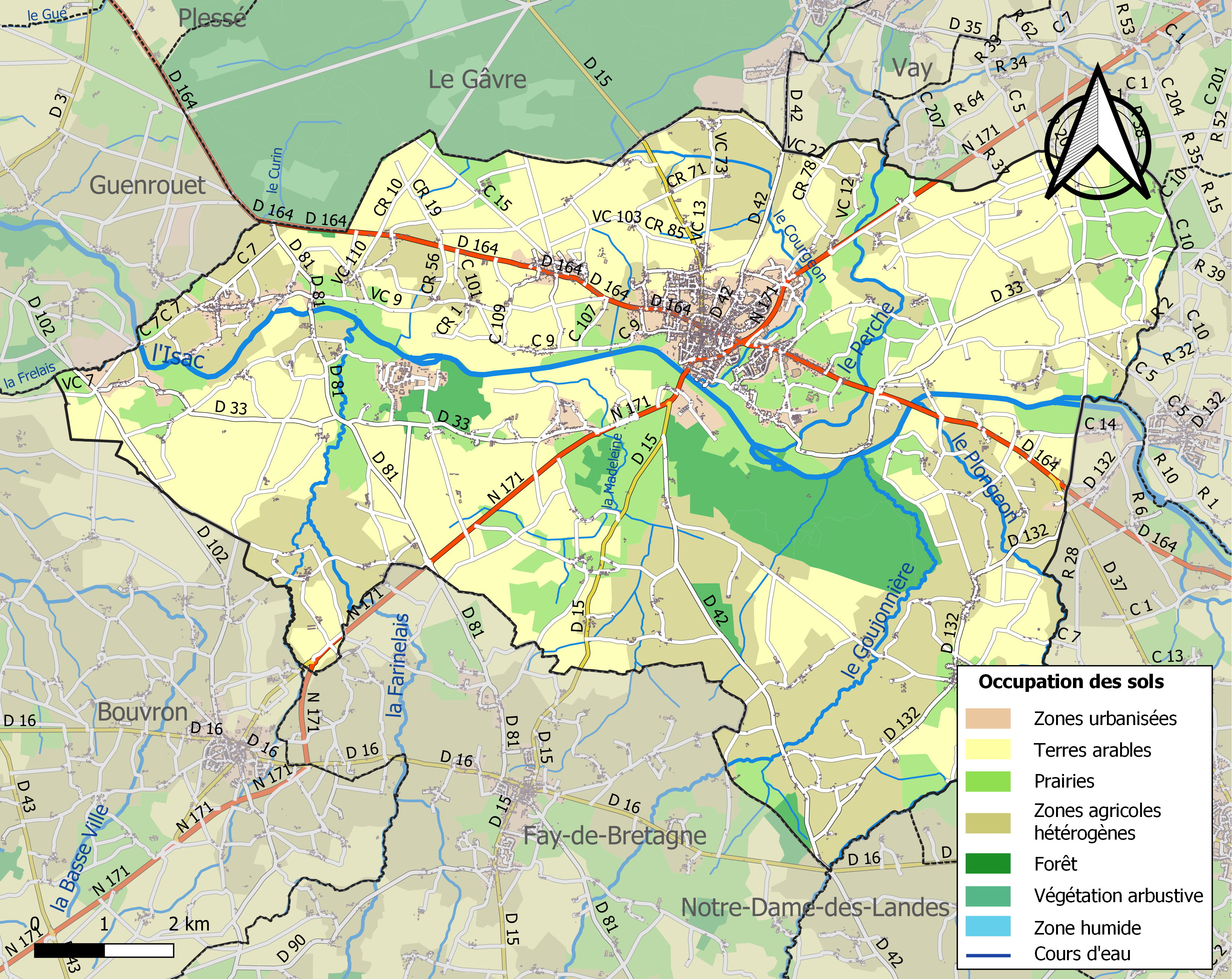
Kaart van de gemeente met de belangrijkste infrastructuur, bodemgebruik en omliggende gemeenten

## Demografie
Onderstaande figuur toont het verloop van het inwonertal (bron: INSEE-tellingen).

## Stedenband
- Alcoutim, Portugal
- Oldenburg in Holstein, Duitsland
- Rebrișoara, Roemenië
- Royal Wootton Bassett, Verenigd Koninkrijk

## Geboren in Blain
- Jean Gorin (1899-1981), schilder en beeldhouwer